# Piri Mehmed Paixà
Pïrï Mehmed Pasha (Piri Mehmet Paixà, mort el 1532/1533) fou gran visir otomà nadiu d'Amasya.
Va exercir diversos càrrecs judicials i sota Baiazet II fou cridat com a primer defterdar. Sota Selim I va participar en la campanya de Pèrsia i va ser encarregat de prendre possessió de Tabriz. El setembre de 1514 fou nomenat tercer visir. Després fou caimacan d'Istanbul i finalment, després de la conquesta d'Egipte, fou nomenat gran visir (25 de gener de 1518) en el lloc de Devşirme Yunus Paşa, que havia estat executat a causa de la seva retirada del país dels faraons. Com a gran visir va participar en la conquesta de Belgrad (1521). Després de la conquesta de  Rodes va rebre els atacs d'Ayas Paixà i va caure en desgràcia del sultà que el va revocar (27 de juny de 1523) i li va concedir una pensió. Pargali Ibrahim Paixà, d'origen grec, va ocupar el seu lloc.
Va morir a Siliwri el 1532/1533.